# Epicentr K
Epicentr K (ukrajinsky Епіцентр К) je ukrajinský maloobchodní řetězec a největší obchodní řetězec s nepotravinovým zbožím na Ukrajině. Založen byl v roce 2003 Oleksandrem a Halynou Herenovými v Kyjevě.

## Historie
V roce 1994 Oleksandr Herena a jeho žena Halyna začali prodávat dlaždice na trzích, které nakupovali v Polsku. V roce 1996 proto založili společnost Cermet AGS a otevřeli prodejnu dlaždic v Kyjevě. Později, v roce 2003, silně inspirováni obchodním řetězcem Castorama, který v Polsku objevili v roce 2001, se rozhodli vybudovat hypermarket se stavebním materiálem a nářadím. Jméno Epicentr vzniklo tak, že zadali úkol k vytvoření jména reklamním společnostem, ale žádný z jejich vytvořených návrhů se jim nelíbíl. Proto uspořádali soutěž mezi zaměstnanci jejich společnosti Cermet AGS a jeden z nich navrhl název Epicentr. Pismené K bylo do názvu společnosti přidáno podle slova команда, což znamená ukrajinsky „tým“.
První prodejna o rozloze byla otevřena v roce 2005 v Bratislavské ulici v Kyjevě. Později, 26. března 2005 byl postaven druhý hypermarket a 3. prosince třetí. Čtvrtý byl otevřen ve Lvově a stalo se tak 6. října 2006.
V roce 2011 vyšlo najevo, že společnost se stala jedním ze čtyř národních sponzorů Euro 2012.
Začátkem roku 2013 podepsal obchodní zástupce ukrajinské fotbalové federace Ukraine Football International a Epicenter K smlouvu o jmenování společnosti Epicentr K hlavním sponzorem ukrajinského národního fotbalového týmu pro období do konce roku 2014.
Na podzim roku 2013 společnost získala síť stavebních hypermarketů Novaja Line. V prosinci 2014 byl v Kyjevě otevřen největší hypermarket v řetězci s celkovou plochou 105 000 m² a stal se jedním z největších stavebních hypermarketů na světě.
V září 2015 společnost Epicentr K společně s mezinárodním řetězcem sportovního zboží Intersport podepsala smlouvu o partnerství. V srpnu 2016 společnost spustila internetový obchod 27.ua. Ve stejném roce koupila společnost Epicenter K kontrolní podíl (80 %) akcií holdingu Vinnitsa Agro-Industrial Group.
V roce 2017 byly otevřeny prodejny ve městěch Dubno a Umaň.
V červenci 2018 provozoval řetězec Epicentr K na Ukrajině 47 stavebních hypermarketů o celkové ploše více než 1 milion metrů čtverečních. Z toho jich je nejvíce v Kyjevě (8), Charkově, Oděse a Lvově (po třech).
V září 2023 byla spuštěna síť nabíjecích stanic pro elektromobily napříč všemi Ukrajinou kontrolovanými prodejnami.

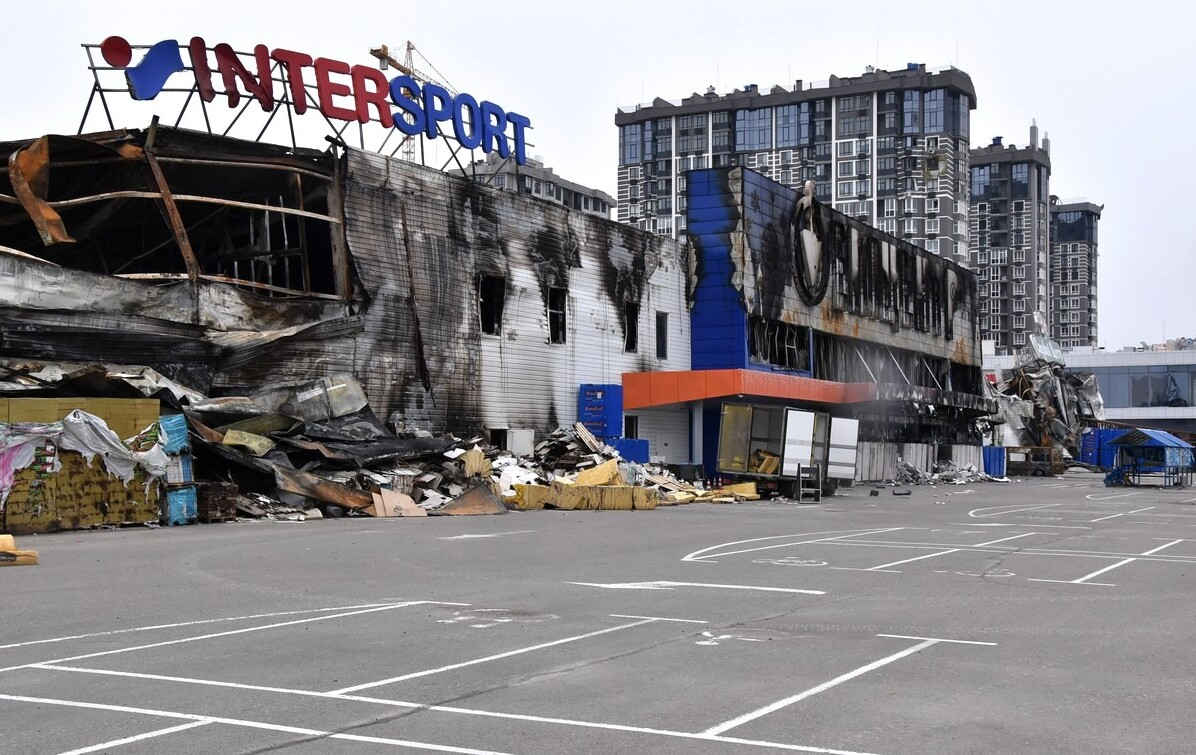
Zničená prodejna v Buči

### Ruská agrese na Ukrajině
Na okupovaném území si separatisté v roce 2014 prodejny přivlastnili a přejmenovali je na prodejny Galaxy. Tyto pobočky nemají údajně žádné centrální řízení a každá z nich je řízena manažerem konkrétní prodejny.
V roce 2014, po anexi Krymu Ruskou federací, majitelé přeregistrovali krymské prodejny na novou společnost založenou v Moskvě a pokračovali v provozu těchto prodejen na Krymu. Později však deklarovali ztrátu kontroly nad těmito prodejnami a označili za nemožné, aby Ukrajinci podnikali v Rusku nebo na Ruskem ovládaných územích.
Při ruském vpádu na Ukrajinu v roce 2022 bylo několik prodejen zcela srovnáno se zemí. Některé další byly obsazeny a vyrabovány a další byly uzavřeny. Celkově bylo ovlivněno 9 prodejen. V roce 2024 bylo v provozu 72 prodejen.